# إعادة التعصيب
إعادة التعصيب أو عودة التعصيب (بالإنجليزية: Reinnervation)‏ هي استرداد أو ترميم العصب المُزود لأحد أجزاء الجسم التي فُقدَ منها، وقد تكون هذه العملية تلقائية أو من خلال زراعة جراحية.